# Мама Миа! Идемо поново
Мама Миа! Идемо поново (енгл. Mamma Mia! Here We Go Again) британско-америчка је мјузикл романтична комедија из 2018. године. Режирао га је Ол Паркер. У главним улогама су Кристина Баранска, Пирс Броснан, Доминик Купер, Колин Ферт, Енди Гарсија, Лили Џејмс, Аманда Сајфред, Стелан Скарсгорд, Џули Волтерс, Шер и Мерил Стрип. То је наставак филма Mamma Mia! који је заснован на мјузиклу Mamma Mia!, који је базиран на песмама шведске поп групе АББА. Овај део представља наставак претходног, али садржи и причу о доласку Доне Шеридан на грчко острво Калокари и њеним сусретима са три потенцијална оца њене ћерке Софи.
Због материјалног успеха првог филма, Јуниверсал пикчерс одавно је био заинтересован за наставак. Филм је званично најављен у мају 2017. године, а Паркер је ангажован да га режира. Снимање је трајало од августа до децембра 2017. у Хрватској, Бордоу, Стокхолму, Окфорду, Хамптону и у Шепетрон студију.
Mamma Mia! Идемо поново премијерно је емитован у Лондону 16. јула 2018. године, а објављен је у Великој Британији и Сједињеним Америчким Државама 20. јула 2018, десет година од објављивања претходног дела. Филм је био успешан са укупном зарадом од 395 милиона долара и добио је опште позитивне критике, а критичари су хвалили перформансе и музичке нумере.

## Прича
Софи се припрема за свечано отварање хотела своје мајке Доне, после годину дана од њене смрти. Узнемирена је јер два њена оца, Хари и Бил, нису у могућности да дођу на поновно отварање. Има проблема и са Скајем, који у Њујорку учи о управљању хотела. Тања и Рози је посећују уочи отварања хотела и саопштавају јој да Рози и Бил више нису заједно. Софи посећује Сема који, исто као и она, и даље тугује због Донине смрти. У међувремену, Хари напушта свој посао у Токију како би дошао да подржао Софи на отварању хотела, што исто чини и Бил у Стокхолму. На забави, Софи се поново среће са својим очевима и Скајем. Открива му је да је трудна и да се никада није осећала ближе својој мајци, након што је схватила кроз шта је она све прошла. Бил и Рози се поново мире, а за то је заслужена њихова заједничка туга за Дон. Руби, Софина бака, долази на забаву непозвана. Она наводи да ју је Скај посетио у Њујорку и да је одлучила да обнове своју везу. Признаје да је поносна на њу. Девет месеци касније Софи је родила дечака. У току крштења појављује се Донин дух који поносно посматра своју ћерку.

## Улоге
| Глумац            | Улога                                                                                      |
| ----------------- | ------------------------------------------------------------------------------------------ |
| Мерил Стрип       | Дона Шеридан, Софина мајка и власница хотела "Вила Дона“.                                  |
| Аманда Сајфрид    | Софи Шеридан, Донина кћерка и Скајова жена.                                                |
| Џули Волтерс      | Рози, једна од Дониних најбољих пријатељица, и неудата књижевница која воли да се забавља. |
| Кристина Баранска | Тања, богаташица која се разводила три пута.                                               |
| Пирс Броснан      | Американац Сем Кармајкл, архитекта, један од Софиних могућих очева.                        |
| Колин Ферт        | Британац Хари Брајт, банкар, један од Софиних могућих очева.                               |
| Стелан Скарсгорд  | Швеђанин Бил Андерсон, морепловац и путописац, један од Софиних могућих очева.             |
| Доминик Купер     | Скај, Софин муж, дизајнер вебсајта за хотел "Вила Дона“.                                   |

## Музичке нумере
Албум са музиком из филма објављен је 13. јула 2018. године.
- Thank You for the Music – Софи
- When I Kissed the Teacher – Млада Дона
- I Wonder (Departure) – Млада Дона
- One of Us – Софи
- Waterloo – Млади Хари и Дона
- SOS – Сем
- Why Did It Have to Be Me? – Млади Бил, Дона и Хари
- I Have a Dream – Млада Дона
- Kisses of Fire – Лазарос
- Andante, Andante – Млада Дона
- The Name of the Game – Млада Дона
- Knowing Me, Knowing You – Млада Дона и Сем
- Mamma Mia – Млада Дона
- Angel Eyes – Рози, Тања и Софи
- Dancing Queen – Софи, Рози, Тања, Сем, Бил и Хари
- I've Been Waiting for You – Софи, Рози и Тања
- Fernando – Руби
- My Love, My Life – Млада Дона, Дона и Софи
- Super Trouper – Руби, Дона, Рози, Тања, Софи, Скај, Сем, Бил, Хари, Фернандо, младе Дона, Рози, Тања, Бил, Сем и Хари
- The Day Before You Came – Дона

## Награде
| Награда                       | Датум              | Категорија                       | Резултат   | Референце |
| ----------------------------- | ------------------ | -------------------------------- | ---------- | --------- |
| Награде Удружења костимографа | 2019               | Изврсност у савременом филму     | Номинација |           |
| Европске филмске награде      | 2019               | Најбољи европски филм            | Номинација |           |
| Награда холивудске музике     | 2019               | Најбољи албум                    | Номинација |           |
| Награда холивудске музике     | 2019               | Изванредан музички надзор - филм | Номинација |           |
| Награда по избору публике     | 11. новембар 2018. | Комични филм 2018                | Номинација | [ 5 ]     |
| Награда по избору публике     | 11. новембар 2018. | Женска филмска звезда            | Номинација | [ 5 ]     |
| Награда по избору публике     | 11. новембар 2018. | Комедијска филмска звезда        | Номинација | [ 5 ]     |